# José de Trévi
José de Trévi est un artiste lyrique (ténor) né le 31 mars 1890 à Liège et mort le 21 janvier 1958.